# باربرا هوفمان
باربرا هوفمان (بالإنجليزية: Barbara Hoffman)‏ هي لاعب كرة قاعدة أمريكية، ولدت في 18 يناير 1931 في بلفيل في الولايات المتحدة.